# Kikuku
Kikuku ist ein Bezirk (Ward) des Distriktes Muleba in der tansanischen Region Kagera.

## Geografie
Kikuku liegt im Nordwesten von Tansania am Westufer des Victoriasees. Die Fläche des Bezirks beträgt 40,2 Quadratkilometer, bei der Volkszählung 2022 lebten 10.926 Menschen in 2398 Haushalten.

## Gliederung
Der Bezirk besteht aus fünf Gemeinden (Mtaa) mit 18 Orten (Kitongoji):
| Kikuku - Mushenyi - Bugeya - Kitobo | Rwanganiro - Kitubi - Rwanganiro - Bugasha | Nsisha - Kahengere - Buyanzi - Bugogo - Nsisha | Bigaga - Bigaga A - Bigaga B - Ntungamo - Buligi - Rubumba | Rwazi - Rwazi - Bukomo - Nyabushozi |

## Infrastruktur
- Straße: Durch Kikuku verläuft die asphaltierte Nationalstraße von Bukoba nach Biharamulo.[6]